# Lista de emissoras de televisão do Acre
Esta é uma lista de emissoras de televisão do estado brasileiro do Acre. São 17 emissoras concessionadas pela ANATEL. Pela lei, uma Retransmissora de Televisão (RTV) dentro da Amazônia Legal pode gerar programação local e comercializar espaços comerciais. As emissoras podem ser classificadas pelo nome, canal analógico, canal digital, cidade de concessão, razão social, afiliação e prefixo.

## Canais abertos
| Nome                           | CA | CD        | Concessão       | Razão social                                          | Afiliação                                                        | Prefixo |
| ------------------------------ | -- | --------- | --------------- | ----------------------------------------------------- | ---------------------------------------------------------------- | ------- |
| Rede Amazônica Cruzeiro do Sul | 5  | 22        | Cruzeiro do Sul | Rádio TV do Amazonas Ltda.                            | TV Globo                                                         | RTV     |
| Rede Amazônica Rio Branco      | —  | 4 (14)    | Rio Branco      | Rádio TV do Amazonas Ltda.                            | TV Globo                                                         | ZYA 200 |
| TV Aldeia                      | —  | 30*       | Rio Branco      | Fundação Aldeia de Comunicação do Acre-FUNDAC         | —                                                                | ZYA 205 |
| TV Amazônia                    | —  | 50 (49)   | Rio Branco      | Fundação Evangélica Boas Novas                        | RedeTV! .2 Boas Novas                                            | RTV     |
| TV ALEAC                       | —  | 3 (24)    | Rio Branco      | Câmara dos Deputados                                  | .1 TV Câmara .3 TV Câmara Municipal .4 TV Senado .5 Rádio Câmara | ZYP 260 |
| TV Cidade                      | —  | 10 (39)   | Rio Branco      | Sistema de Comunicação Pantanal S/C Ltda.             | RBTV                                                             | RTV     |
| TV Diocese                     | —  | 35        | Rio Branco      | Fundação Nazaré de Comunicação                        | TV Nazaré                                                        | RTV     |
| TV Gazeta                      | —  | 11 (36)   | Rio Branco      | Rádio e Televisão Norte Ltda.                         | Record                                                           | ZYA 202 |
| TV Integração                  | 12 | 32*       | Cruzeiro do Sul | Rádio e Televisão Integração Ltda.                    | Band                                                             | RTV     |
| TV Juruá                       | —  | 10 (44)   | Cruzeiro do Sul | SP Comunicações Limitada                              | SBT                                                              | RTV     |
| TV Norte Acre                  | —  | 22        | Rio Branco      | Sinal Brasileiro de Comunicação Ltda.                 | SBT                                                              | ZYP 322 |
| TV Rio Branco                  | —  | 8 (34)    | Rio Branco      | Sociedade Acreana de Comunicação Fronteira Ltda.      | TV Cultura                                                       | ZYA 201 |
| TV União Rio Branco            | —  | 6 (38)    | Rio Branco      | Rede União de Rádio e Televisão Ltda.                 | Rede União                                                       | ZYA 206 |
| TV Verdes Florestas            | 15 | 26        | Cruzeiro do Sul | Televisão Independente de São José do Rio Preto Ltda. | Rede Vida                                                        | RTV     |
| TV Xapuri                      | —  | 7 (33)    | Xapuri          | Prefeitura Municipal de Xapuri                        | Record                                                           | RTV     |
| TV5                            | —  | 5 (32)    | Rio Branco      | Sociedade de Comunicação Norte Ltda.                  | Band                                                             | RTV     |
| TVA                            | —  | 12.2 (44) | Rio Branco      | Legal Cap Serviços e Participações Ltda.              | Rede Meio                                                        | RTV     |

* - Em implantação

### Extintos
| Nome       | Canal | Cidade de concessão | Período de existência |
| ---------- | ----- | ------------------- | --------------------- |
| TV Quinari | 40    | Rio Branco          | 2002-2013             |
| RRC TV     | 2     | Tarauacá            | 2012-2021             |